# Bowdoin
Bowdoin és una població dels Estats Units a l'estat de Maine (EUA). Segons el cens del 2000 tenia 2.727 habitants.

## Demografia
Segons el cens del 2000, Bowdoin tenia 2.727 habitants, 987 habitatges, i 765 famílies. La densitat de població era de 24,2 habitants per km².
Dels 987 habitatges en un 40,3% hi vivien nens de menys de 18 anys, en un 65,5% hi vivien parelles casades, en un 8,8% dones solteres, i en un 22,4% no eren unitats familiars. En el 16,4% dels habitatges hi vivien persones soles el 5,7% de les quals corresponia a persones de 65 anys o més que vivien soles. El nombre mitjà de persones vivint en cada habitatge era de 2,76 i el nombre mitjà de persones que vivien en cada família era de 3,11.
Per edats la població es repartia de la següent manera: un 28,7% tenia menys de 18 anys, un 6,2% entre 18 i 24, un 35,1% entre 25 i 44, un 22,8% de 45 a 60 i un 7,2% 65 anys o més.
L'edat mediana era de 36 anys. Per cada 100 dones de 18 o més anys hi havia 97,8 homes.
La renda mediana per habitatge era de 42.688 $ i la renda mediana per família de 46.094 $. Els homes tenien una renda mediana de 32.975 $ mentre que les dones 22.025 $. La renda per capita de la població era de 17.260 $. Entorn del 7,9% de les famílies i el 8,6% de la població estaven per davall del llindar de pobresa.